# Cedar Glen Lakes
Cedar Glen Lakes – jednostka osadnicza w Stanach Zjednoczonych, w stanie New Jersey, w hrabstwie Ocean.